# 阿利亚里斯
阿利亚里斯，是西班牙加利西亚自治区奥伦塞省的一个市镇。总面积86平方公里，总人口5125人（2001年），人口密度60人/平方公里。